# Holubinka hořká
Holubinka hořká (Russula caerulea), jinak také holubinka nahořklá, je druh houby z čeledi holubinkovitých (Russulaceae).

## Znaky
Klobouk je 4–10 cm široký, tvarem přechází z klenutého na široce kuželovitý, plochý až mělce prohloubený, často vyniká výrazný středový hrbol. Okraje jsou hladké, později uzlinatě rýhované. Pokožka je lysá, hladká, středová část je obvykle lesklá, po dešti lepkavá a oslizlá, slupitelná do 1/2 průměru klobouku. Barvu má starorůžovou, vínovou, purpurovou, tmavě fialovou či hnědofialovou, ve středové části je odstín nejtmavší.
Lupeny jsou křehké, propojené žilkami, bílé až světle žluté, u třeně jsou krátce připojené či volné, na klobouku jsou hustě uspořádané, stářím však řídnou. Výtrusný prach je žlutý.
Třeň dorůstá do délky 4–8 cm, je válcovitý nebo lehce kyjovitý, v závislosti na stáří pevný a plný nebo celkově houbovitý, podélně rýhovaný, bílý až šedavý, báze bývá okrová.
Dužnina je pevná, ve stáří houbovitá, bílá, žlutavá, hnědavá či šedavá, pod pokožkou mívá fialový nádech, voní slabě po ovoci, chuťově je mírná, mdlá.

## Užití
Nejedlý druh. Některými zdroji zmiňován jako jedlý za předpokladu odstranění hořkých částí plodnice (pokožka a povrch třeně) a jako vhodný spíše do směsí.

## Ekologie
Od července do listopadu roste tato houba v jehličnatých či smíšených lesích na kyselých, vlhkých substrátech, ze stromů preferuje borovice.

## Rozšíření
Druh se obecně vyskytuje v oblastech takřka celé Evropy, dále byl jeho výskyt popsán i v Číně.

## Galerie

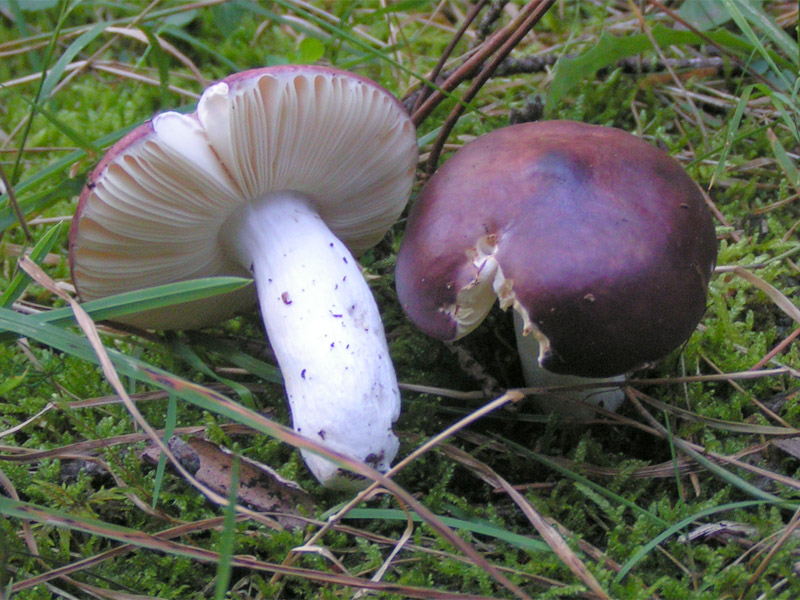
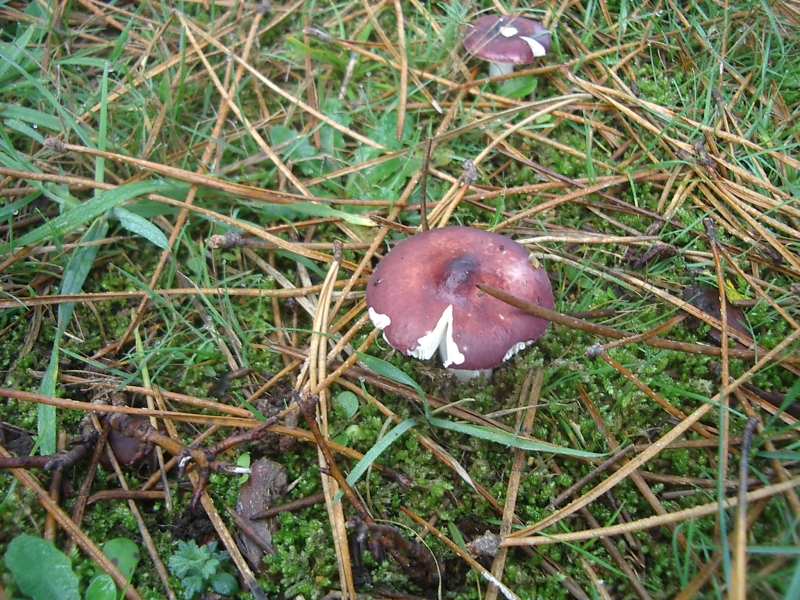

## Možnost záměny
- Holubinka nelesklá (Russula firmula)
- Holubinka ametystová (Russula amethystina)
- Holubinka Turkové (Russula turci)
- Holubinka jízlivá (Russula sardonia)